# 那須記
『那須記』（なすき）は、水戸藩領の下野国武茂（現在の栃木県那珂川町）の庄屋であった大金重貞が、延宝年間（1673年 - 1680年）に著した書物。全16巻。下野国の名族那須氏の歴史について、軍記物風に記されている。ただ、歴史的事実とは異なる民間伝承（言い伝え）の類いが多々含まれており、「歴史書」として正確とは言い難い記述も目立つが、那須氏を知る上で代表的な資料の一つに挙げられる。

## 現代語訳
- 朝里樹『玉藻前アンソロジー 殺之巻』文学通信、2021年 ISBN 978-4-909-65859-3 巻四と巻五を収録、現代語訳、注釈